# Baccon

Baccon este o comună în departamentul Loiret din centrul Franței. În 1 ianuarie 2022 avea o populație de 643 de locuitori.